# Irans rustningsindustri
Irans rustningsindustri har gjort stora framsteg under de senaste 25 åren, och tillverkar nu många typer av vapen och utrustning. Enligt iranska tjänstmän, år 2003 uppgick värdet av den iranska krigsmaterielexporten till ca 100 miljoner amerikanska dollar och år 2006 hade industrin exporterat vapen till 57 länder.

## Historik
Irans rustningsindustri grundlades under styre av Irans sista shah, Mohammad Reza Pahlavi. År 1973 grundades Iran Electronics Industries (IEI) för att organisera arbetet med att montera och reparera utländskt producerade krigsmateriel. De flesta av Irans krigsmateriel före den islamska revolutionen var importerade från Förenta staterna och Europa. Mellan 1971 och 1975 införskaffade shahen krigsmateriel för 8 miljarder amerikanska dollar enbart från Förenta staterna. Detta oroade USA:s kongress, som såg till att förstärka 1968 års lag om vapenexport 1976 och omdöpte den till Arms Export Control Act. Ändå fortsatte USA att sälja stora mängder vapen till Iran fram till den islamiska revolutionen 1979.
År 1977 började Iranian Defense Industries Organization (DIO) utveckla robotar tillsammans med Israel i Project Flower och ville etablera ett samarbetsprogram kring robotutvecklingen tillsammans med USA, förfrågan avslogs dock. År 1979 tog landet det första steget i inhemsk tillverkning av sovjetiska robotar: RPG-7, BM21 och SA-7 med hjälp av reverse engineering.
Efter den islamska revolutionen och början av Iran–Irak-kriget, ekonomiska sanktioner och ett internationellt vapenembargo som leds av Förenta nationerna i kombination med en hög inhemsk efterfrågan på militära hårdvaror tvingade Iran att förlita sig på egen industri för reparation och reservdelar. Den islamska revolutionens väktares armé fick därför i uppdrag att omorganisera rustningsindustrin. Under deras ledning utvidgade Irans rustningsindustri dramatiskt, och försvarsministeriet satsade stort på robotvapen, Iran snart fick en omfattande arsenal av robotar.